# Den Sønderjyske Garde
 Der er for få eller ingen kildehenvisninger i denne artikel, hvilket er et problem. Du kan hjælpe ved at angive troværdige kilder til de påstande, som fremføres i artiklen.

Den Sønderjyske garde er en garde, der blev stiftet i Gråsten i oktober 1982, men flyttede 1. januar 1996 til Aabenraa.
Garden består af ca. 50 medlemmer i alderen fra 10-20 år, deraf omkring 30 i uniform. Medlemmerne kommer fra hele den østlige del af Sønderjylland. Den Sønderjyske Garde består i dag af et Trommekorps, et Show Band og et Brassband. Garden har sin egen musikalske grundskole, hvor gardisterne bliver undervist af professionelle instruktører. 
Garden spiller foruden marchmusik også til kirkekoncerter, koncerter, bryllupper, byfester og ringridderfester. Garden deltaget i mange forskellige arrangementer i såvel ind- som udland.
Den Sønderjyske Garde kunne 2007 fejre sit 25 års jubilæum.
Uniformen er næsten en tro kopi af Den Kongelige Livgardes gallauniform, og består af blå bukser med hvide signalstriber, rød jakke samt sort pelshue.